# Steven Runciman
Steven Runciman, właśc. sir James Cochran Stevenson Runciman (ur. 7 lipca 1903 w Northumberland, zm. 1 listopada 2000 w Radway, Warwickshire) – brytyjski historyk i dyplomata.

## Życiorys
Syn Waltera Runcimana, brytyjskiego polityka. Steven Runciman był uczniem Johna Bury’ego. W latach 1940–1947 pracował w brytyjskiej służbie dyplomatycznej m.in. w Grecji, Turcji i Bułgarii. Steven Runciman jest autorem wielu prac poświęconych głównie dziejom średniowiecza. Szczególnie cenne jest jego trzytomowe, przekrojowe dzieło Dzieje wypraw krzyżowych, opublikowane w latach 1951–1954. Wiele uwagi w swych pracach Runciman poświęcał historii Cesarstwa Bizantyjskiego oraz sąsiednich państw, od Sycylii po Syrię.
Jego stryjecznym wnukiem jest David Runciman, brytyjski politolog i historyk z Uniwersytetu Cambridge.

## Publikacje
- The Emperor Romanus Lecapenus and His Reign, London 1929.
- The First Bulgarian Empire, London 1930.
- Byzantine Civilization, London 1933.
- The Medieval Manichee: A Study of the Christian Dualist Heresy, 1947
- A History of the Crusades: Volume 1, The First Crusade and the Foundation of the Kingdom of Jerusalem, Cambridge University Press 1951.
- A History of the Crusades: Volume 2, The Kingdom of Jerusalem and the Frankish East, Cambridge University Press 1952.
- A History of the Crusades: Volume 3, The Kingdom of Acre and the Later Crusades, Cambridge University Press 1954
- The Eastern Schism: A Study of the Papacy and the Eastern Churches during the XIth and XIIth Centuries, 1955.
- The Sicilian Vespers: A History of the Mediterranean World in the Later Thirteenth Century, 1958.
- The White Rajahs, London 1960.
- The Fall of Constantinople 1453, 1965.
- Wielki Kościół w niewoli (ang. The Great Church in Captivity), 1968.
- The Last Byzantine Renaissance, 1970.
- The Orthodox Churches and the Secular State, 1972.
- Byzantine Style and Civilization, London 1975.
- The Byzantine Theocracy, 1977.
- Mistra: Byzantine Capital of the Peloponnese, London 1980 (2009 reprint: The Lost Capital of Byzantium: The History of Mistra and the Peloponnese, przedmowa: John Freely.)
- A Traveller’s Alphabet.Partial Memoirs, London 1991.

## Publikacje w języku polskim
- Geneza wschodniej schizmy, przeł. Jan Gawroński, „Życie i Myśl” 12 (1962), z. 9-10, s. 47–53.
- „Historia Krucjat”: Obrzydliwość spustoszenia. święty pokój, święta wojna, przeł. Jerzy Z. Kędzierski, [w:] Współcześni historycy brytyjscy. Wybór z pism, oprac. i przedmową zaopatrzył Jerzy Z. Kędzierski, słowo wstępne G. P. Gooch, Londyn: B. Świderski 1963, s. 411–432.
- Schizma wschodnia, przeł. Jan Gawroński; przekład przejrzał i poprawił Edward Zwolski, Warszawa: Pax 1963[2].
- Bizancjum i Słowianie, [w:] Bizancjum. Wstęp do cywilizacji wschodniorzymskiej, red. Norman Baynes i S.L.B. Moss, przeł. Edward Zwolski, Warszawa 1964.
- Wielki Kościół w niewoli. Studium historyczne patriarchatu konstantynopolitańskiego od czasów bezpośrednio poprzedzających jego podbój przez Turków aż do wybuchu greckiej wojny o niepodległość, przeł. Jan Stanisław Łoś, Warszawa: Pax 1973[3].
- Ostatni renesans bizantyjski, przeł. Józef Marzęcki, Warszawa: Pax 1973[4].
- Upadek Konstantynopola 1453, przeł. Antoni Dębicki, Warszawa: Państwowy Instytut Wydawniczy 1968 (wyd. 2 1994)[5].
- Teokracja bizantyjska, przeł. Maria Radożycka, Warszawa: Instytut Wydawniczy Pax 1982 (wyd. 2 – 2008)[6].
- Manicheizm średniowieczny (fragmenty), „Literatura na Świecie” (1987), z. 12(197), s. 100–126.
- Gnostyckie tło, przeł. Alicja Domańska, „Literatura na Świecie” (1989), z. 4(213), s. 14–45.
- Manicheizm średniowieczny przeł. Jerzy Prokopiuk, Bartłomiej Zborski, Gdańsk: „Marabut” 1996 (wyd. 2 2007).
- Dzieje wypraw krzyżowych, t. 1-3, przeł. Jerzy Schwakopf, posłowiem opatrzył Benedykt Zientara, Warszawa: Państwowy Instytut Wydawniczy 1987 (wyd. 2 – 1997, wyd. 3 – 2009); t. 1: Pierwsza krucjata i założenie Królestwa Jerozolimskiego; t. 2: Królestwo Jerozolimskie i frankijski Wschód 1100-1187; t. 3: Królestwo Akki i późniejsze krucjaty.
- Nieszpory sycylijskie. Dzieje świata śródziemnomorskiego w drugiej połowie XIII wieku, przeł. Łukasz Modelski, Oskar Tyciński, Katowice: Książnica 1997 (wyd. 2 – 2007).
- Pierwsza krucjata, przeł. Wojciech Kozak, Lublin: Wydawnictwo Uniwersytetu Marii Curie-Skłodowskiej 1998.
- Zapomniana stolica Bizancjum. Historia Mistry i Peloponezu, przeł. Norbert Radomski, Poznań: Rebis 2013.